# Gnetum giganteum
Gnetum giganteum H.Shao – gatunek rośliny z rodziny gniotowatych (Gnetaceae Blume). Występuje naturalnie w południowo-wschodnich Chinach – w regionie autonomicznym Kuangsi. 

## Morfologia
PokrójWiecznie zielone, zdrewniałe liany. Dorasta do 15 m wysokości.
LiścieMają kształt od podłużnego do podłużnie eliptycznego. Mierzą 9–11 cm długości i 5–6 cm szerokości. Blaszka liściowa jest o zaokrąglonej nasadzie i tępym wierzchołku. Ogonek liściowy jest nagi i dorasta do 10–12 mm długości.
KwiatySą jednopłciowe, zebrane w szyszki przypominające kłosy. Oś szyszki jest nierozgałęziona. Kwiaty męskie zebrane są po 60–75, z 20–26 płonnymi kwiatami żeńskimi, mierzą do 0,5 cm długości. Kwiaty żeńskie zebrane są po 6–12.
NasionaJako roślina nagonasienna nie wykształca owoców. Nasiona mają elipsoidalny kształt i osiągają 30–32 mm długości.

## Biologia i ekologia
Roślina dwupienna. Rośnie w wiecznie zielonych lasach. Kwiaty są zapylane od kwietnia do czerwca, natomiast nasiona dojrzewają od września do października.